# سیارک ۹۰۳۳
سیارک ۹۰۳۳ (به انگلیسی: 9033 Kawane، نامگذاری:1990AD) نه هزار و سی و سومین سیارک کشف شده‌است که در ۴ ژانویه ۱۹۹۰ کشف شد.
قدر مطلق سیارک برابر ۱۱٫۷۰ است.